# Thomas Stellmach
Thomas Stellmach (* 1965 in Straubing) ist Trickfilmregisseur, Produzent, Autor und Animator. Für seine Independent-Produktionen erhielt er über 100 internationale Auszeichnungen, unter anderem 1997 den Oscar der Academy of Motion Picture Arts and Sciences für den Stop-Motion-Film Quest, der 1996 im Rahmen des Trickfilmfestival Stuttgart bereits mit dem SDR-Publikumspreis, dem heutigen SWR-Publikumspreis prämiert wurde. Außerdem nahm er mit den Filmen Das große Labyrinth, Das letzte Blatt, Lasst mich auch leben, Ätsch und Weiß erfolgreich an der Werkstatt für junge Filmer (heute Werkstatt der Jungen Filmszene) teil. 
Er studierte Animation bei dem Trickfilmkünstler und Professor Paul Driessen an der Kunsthochschule Kassel. Nach seinem künstlerischen Hochschulabschluss gründete er 2000 mit zwei Partnern das Trickstudio Lichthof – Film & Animation in Kassel und produzierte bis 2008 für Fernsehen und Werbung. 2009 hat Stellmach seinen Firmenanteil abgegeben und konzentriert sich seither wieder auf künstlerische Projekte. Die Produktionen umfassen Computeranimation, Stop-Motion, Zeichentrick und Pixilation. 
In seinem 2013 animierten abstrakten Experimentalfilm Virtuos Virtuell visualisierte er zusammen mit seiner Regie-Partnerin und Künstlerin Maja Oschmann die Ouvertüre zur Oper Der Alchymist von Louis Spohr mit schwarzer Tusche sowie in Stereoskopie. Die 3D-Fassung des Films ist seit 2013 in die Dauerausstellung des Spohr Museums integriert. Der Film war mit 43 internationalen Filmpreisen in 2013/14 der dritterfolgreichste deutsche Kurzfilm laut der deutschen Filmförderanstalt (FFA). Juli 2021 stellte Stellmach in Co-Produktion mit Belgien seinen 10-minütigen Zeichentrickfilm THE SAUSAGE RUN fertig, das mit Hilfe historischer Filmbetrachtungsgeräte (Wundertrommeln) das Märchen "Rotkäppchen" der Gebrüder-Grimm neu erzählt.
Stellmach ist Jurymitglied auf Festivals und hielt bisher Workshops an folgenden Schulen und Institutionen:
- Hochschule für Fernsehen und Film München
- Kunsthochschule für Medien Köln
- Kunsthochschule Kassel
- Filmakademie Baden-Württemberg
- Staatliche Akademie der Bildenden Künste Karlsruhe
- Jugendbildungswerk Hanau
- The Royal Film Commission – Amman / Jordanien
- Internationalen Jugendwettbewerb des Bundesverbandes der Deutschen Volks- u. Raiffeisenbanken (jugend creativ)

1997 erhielt Stellmach die Goethe-Plakette des Landes Hessen.

## Filmografie
Bei den folgenden Filmen war Stellmach als Autor, Regisseur, Animator und Produzent tätig, sofern nichts Abweichendes bei den jeweiligen Filmtiteln erwähnt wird.
Vor dem Studium
- 1982: Domino Play, 5 min, Stop-Motion
- 1984: Plastilin, 5 min, Plastilintrick
- 1984: Wettkampf ohne Sieger, 12 min, Stop-Motion
- 1985: Das große Labyrinth, 5 min, Stop-Motion
- 1985: Das letzte Blatt, 6 min, Stop-Motion
- 1986: Rom und Jul, 14 min, Stop-Motion
- 1986: Lasst mich auch leben, 6 min, Stop-Motion
- 1987: Weiss (Bewerbungsfilm für das Studium), 11 min, Stop-Motion

Während des Studiums
- 1988: Ätsch, 2 min, Zeichentrick
- 1988: Gulp, 3 min, Experimentalfilm / Realfilm, (Schauspieler: T. Stellmach; Idee, Regie, Animation, Produktion: Mark Feuerstake)
- 1990: Unkraut, 5 min, Zeichentrick
- 1994: Filmladen-Trailer, 2:15 min Pixilation, Kunde: Filmladen Kassel
- 1994: Small Talk, 5 min, Pixilation, (Animation: Studenten der Kunsthochschule Kassel)
- 1994: Old Super Lady, 0:30 min, Zeichentrick, Kunde: MTV-Europe
- 1995: 100 Jahre Kino, 3 min, Zeichentrick, (Idee, Regie, Animation, Produktion: Studenten der Kunsthochschule Kassel)
- 1996: Quest, 11 min, Stop-Motion, (Regie: Tyron Montgomery)
- 1998: Lebenshilfe Spot, 0:30 min, Zeichentrick, (Idee, Regie, Animation: Monika Stellmach), Kunde: Lebenshilfe e. V.
- 2000: Chicken Kiev (Abschlussfilm), 9 min, Zeichentrick

Nach dem Studium
- 2001: MTV-Idents, Zeichentrick / Computeranimation, (Idee, Regie, Animation, Produktion: Lichthof, Film & Animation), Kunde: MTV-Deutschland
- 2002: Dreamland, Musikvideo mit surrealen Bildkompositionen nach einer Musik von DJ Ross, (Animation, Produktion: Lichthof, Film & Animation), Kunde: Polydor
- 2002: Logo, TV-Intro und Trenner für die Kindernachrichtensendung, Zeichentrick, (Animation, Produktion: Lichthof, Film & Animation), Kunde: ZDF / KI.KA
- 2002: Der Tag, an dem ich Papa war (TV-Spielfilm), Tricksequenzen mit Computeranimation, (Animation, Produktion: Lichthof, Film & Animation), Kunde: Bavaria Film
- 2002–2008: diverse Werbespots, Stop-Motion / Zeichentrick / Computeranimation, (Regie, Animation, Produktion: Lichthof, Film & Animation), Kunden: Wrigley / BBDO-Düsseldorf, Premiere / Goldammer, LBS / BBDO-Berlin, Lindt & Sprüngli / FCB Wilkens
- 2013: Virtuos Virtuell, 7:22 min, animierter Experimentalfilm, Tusche auf Papier, Glas und in Wasser, (Regie-Partnerin: Maja Oschmann)
- 2021: The Sausage Run, 9:45 min, Zeichen- und 3D-Trickfilm